# Bruno Miguel (produtor musical)
Bruno Miguel Pereira Pinto, mais conhecido por Bruno Miguel (Porto, 11 de Setembro de 1990), é um produtor musical e multi-instrumentista português. Miguel é o fundador e mentor do projecto música pop electrónica :PAPERCUTZ além de produtor convidado de artistas internacionais e compositor para cinema.

## Biografia
Bruno Miguel nasceu no Porto em 1990. Licenciou-se em Informática pela Universidade do Minho e paralelamente teve formação em diversos instrumentos e produção musical.
Fundador do projecto :PAPERCUTZ passou a dedicar-se a tempo inteiro à produção musical em 2008 aquando da edição do seu álbum de estreia 'Lylac'. Os seguintes anos do projecto tornado banda em estúdio e ao vivo deram origem a mais edições e digressões internacionais
com participação de outros artistas Portugueses como Catarina Miranda e José Luis Peixoto. Como produtor convidado colaborou com White Sea (cantora dos M83_(banda)), JMSN, Nite Jewel, Vita and The Woolf, Francisco Sales, entre outros com os seus temas em séries Netflix, e compôs para cinema com os primeiros trabalhos 'Elsewhere' do realizador Inglês Andy Berryman, o actor Mark Addy e a vencedora de um  BAFTA  Molly Windsor e com o realizador Português Carlos Conceição para o seu filme 'Flores Para Godzilla' com Ana Moreira.
Confrontado com os efeitos da pandemia no seu país em termos culturais, o produtor em entrevistado pela Lusa, menciona a importância das entidades locais neste difícil período para os músicos nacionais, sobretudo na sua cidade natal do Porto, o que veio a resultar num programa de apoio à criação artística pela Câmara do Porto.
Em 2022 o produtor tornou-se bolseiro da Fundação Calouste Gulbenkian para trabalhar como artista convidado em Los Angeles e foi nomeado para um PMA – Production Music Association pelo seu trabalho para Televisão e Cinema.